# Pawłowo (powiat ciechanowski)
Pawłowo – wieś sołecka w Polsce położona w województwie mazowieckim, w powiecie ciechanowskim, w gminie Regimin. Miejscowość leży przy drodze wojewódzkiej DW615.
W latach 1975–1998 miejscowość należała administracyjnie do województwa ciechanowskiego.
Do 2010 roku istniały tutaj ruiny dworu z drugiej połowy XVIII wieku, do dzisiaj przetrwały pozostałości parku dworskiego.